# Борисоглебское сражение
Борисоглебское сражение — сражение Русско-польской войны 1654—1667, состоявшееся 18 марта 1666 года, у города Борисоглебска (Даугавпилс). Литовские войска, блокировавшие город, были разбиты войсками князя Ивана Хованского и отступили.
В начале 1666 года литовские войска блокировали русский гарнизон города Борисоглебска, которым командовал воевода Богдан Неклюдов. Гарнизон страдал от нехватки припасов и даже зимней одежды. После настоятельных просьб воеводы о помощи царь Алексей Михайлович издал указ о посылке к городу Новгородского полка. Несмотря на тяжелейшие условия, весеннюю бескормицу, «небитый путь» глубокими снегами, опасность внезапного нападения противника, князь Иван Хованский выступил в поход 1 марта 1666 года с 5 тысячами ратных людей.
В коротком бою 18 марта Хованский одержал победу и вынудил противника полностью очистить северный берег Двины, на котором и стоял город. Литовские шанцы были разрушены, а борисоглебский гарнизон в избытке снабжён боеприпасами, продовольствием и «служилым платьем» из Москвы. После этого полк без боя вернулся во Псков.